# Bank Spółdzielczy w Krzeszowicach
Bank Spółdzielczy w Krzeszowicach – bank spółdzielczy z siedzibą w Krzeszowicach, powiecie krakowskim, województwie małopolskim, w Polsce. Bank zrzeszony jest w Grupie Banku Polskiej Spółdzielczości S.A.

## Historia
Towarzystwo Zaliczkowe w Krzeszowicach powstało w 1876 z inicjatywy hr. Artura Władysława Potockiego.
W okresie PRL-u zmieniono nazwę na Gminna Kasa Spółdzielcza w Krzeszowicach oraz podobnie jak w przypadku innych banków spółdzielczych, zlikwidowano samodzielność podmiotu. W latach 60. XX w. przyjęto obecną nazwę. W latach 1972–1975 nastąpił rozwój banku, który jednak po kolejnych reformach administracyjnej i bankowości został ograniczony do gminy Krzeszowice, a oddziały leżące w innych gminach zostały zlikwidowane.
W 1994 bank zrzeszył się w Gospodarczym Banku Południowo-Zachodnim we Wrocławiu, a w 2002 w Banku Polskiej Spółdzielczości S.A..

## Władze
W skład zarządu banku wchodzą:
- prezes zarządu
- wiceprezes zarządu.
- 2 członków zarządu.

Czynności nadzoru banku sprawuje 7-osobowa rada nadzorcza.

## Placówki
- centrala w Krzeszowicach, ul. Krakowska 6